# Agnès Evren
Agnès Evren (Parigi, 27 dicembre 1970) è una politica francese.

## Biografia
Evren è di origine turca ed è cresciuta in una famiglia di nove figli.

## Carriera politica

### Politica regionale
In vista delle elezioni municipali di Parigi del 2014, Evren si è unita al team della campagna della candidata LR Nathalie Kosciusko-Morizet come portavoce.
Evren è stata la portavoce di Valérie Pécresse quando quest'ultima si è candidata alle elezioni regionali del 2015. Quando Pécresse è diventata presidente del Consiglio regionale dell'Île-de-France, è stata eletta come uno dei suoi vicepresidenti, responsabile dell’istruzione e della cultura.

### Europarlamentare
Evren è diventata europarlamentare nel 2019. In Parlamento ha fatto parte della Commissione per l'ambiente, la sanità pubblica e la sicurezza alimentare e della Commissione per le petizioni.
Oltre ai suoi incarichi in commissione, Evren ha fatto parte delle delegazioni del Parlamento per le relazioni con l'Afghanistan, la Palestina e presso l'Assemblea parlamentare dell'Unione per il Mediterraneo. È stata anche membro dell'intergruppo del Parlamento europeo sui cambiamenti climatici, la biodiversità e lo sviluppo sostenibile e dell'intergruppo URBAN. 
Nel 2018, Evren è stata nominata portavoce del movimento Soyons libres (SL) di Pécresse. Poco dopo quello stesso anno, ha lasciato nuovamente SL per presiedere la sezione parigina di LR.
Dalle elezioni del 2020, Evren è diventata consigliere di Parigi, in rappresentanza del XV arrondissement della città. Per la campagna, ha ricevuto il sostegno pubblico di Rachida Dati.
In vista delle elezioni presidenziali in Francia del 2022, il presidente di LR Christian Jacob ha nominato Evren e Gilles Platret come portavoce del partito. Successivamente è stata una delle portavoce del team della campagna di Pécresse.

Nel 2023, Evren lasciò il Parlamento europeo e fu sostituita da Laurence Sailliet.

### Senatrice
Evren è stata eletta senatrice per Parigi nel 2023, durante queste elezioni i Repubblicani – guidati da Bruno Retailleau – sono emersi come il gruppo più numeroso per la quarta volta consecutiva.
Nelle elezioni primarie repubblicane del 2025, Evren ha appoggiato Retailleau nella successione di Éric Ciotti come nuovo presidente del partito.

## Vita privata
Evren è sposata e ha due figli.